# Митчелл, Томас (актёр)
Томас Джон Митчелл (англ. Thomas John Mitchell; 11 июля 1892 — 17 декабря 1962) — американский актёр, драматург и сценарист. Лауреат премий «Оскар», «Эмми» и «Тони».

## Биография
Томас Митчелл родился в городе Элизабет в штате Нью-Джерси в семье ирландских иммигрантов. После окончания средней школы он пошёл по стопам отца и старшего брата и стал репортёром в газете. Однако вскоре он перешёл от написания газетных колонок к созданию комических театральных номеров.
В 1913 году Митчелл дебютировал в качестве актёра в театральной компании Чарльза Кобёрна. К 1920-м годам он стал довольно успешным актёром, исполняя уже крупные роли на Бродвее. В 1923 году дебютировал в кино в небольшой роли в картине «Шестицилиндровая любовь». Большим прорывом для него стал роль в фильме Фрэнка Капры «Потерянный горизонт» в 1937 году, после чего Митчелл стал очень востребован в Голливуде. В том же году он получил номинацию на премию Американской киноакадемии за роль в фильме Джона Форда «Ураган».
В последующие несколько лет Митчелл появился во многих культовых фильмах XX века — в 1939 году он снялся в пяти таких картинах. Хотя в те годы он, вероятно, наиболее запомнился по роли отца Скарлет О’Хары в «Унесённых ветром», триумфальной для него стала роль в вестерне Джона Форда «Дилижанс», которая принесла ему премию «Оскар» в номинации «Лучший актёр второго плана».
В последующие два десятилетия Митчелл оставался востребован в Голливуде. В 1953 году за свои роли в театре и на телевидении актёр был удостоен премий «Тони» и «Эмми», став при этом одним из немногих актёров, получивших, как называют её в США, тройную корону («Оскар», «Тони» и «Эмми»). В 1950-х годах он много снимался на телевидении, а завершил свою карьеру на театральной сцене ролью лейтенанта Коломбо, которого спустя несколько лет сыграл Питер Фальк в одноимённом телесериале.
Томас Митчелл скончался 17 декабря 1962 года от опухоли кости в Беверли-Хиллз в возрасте 70 лет. Актёр был кремирован, а его прах хранится в одной из капелл Лос-Анджелеса. За свой вклад в киноиндустрию и телевидении актёр удостоен двух звёзд на голливудской «Аллее славы».

## Избранная фильмография
| Год  |   | Русское название             | Оригинальное название        | Роль                      |
| ---- | - | ---------------------------- | ---------------------------- | ------------------------- |
| 1937 | ф | Потерянный горизонт          | Lost Horizon                 | Генри Барнард             |
| 1937 | ф | Уступи место завтрашнему дню | Make Way for Tomorrow        | Джордж Купер              |
| 1937 | ф | Ураган                       | The Hurricane                | доктор Керсейнт           |
| 1939 | ф | Дилижанс                     | Stagecoach                   | док Бун                   |
| 1939 | ф | Только у ангелов есть крылья | Only Angels Have Wings       | Малыш» Дэбб               |
| 1939 | ф | Мистер Смит едет в Вашингтон | Mr. Smith Goes to Washington | Диз Мур                   |
| 1939 | ф | Унесённые ветром             | Gone with the Wind           | Джеральд О’Хара           |
| 1939 | ф | Горбун из Нотр-Дама          | The Hunchback of Notre Dame  | Клопен                    |
| 1940 | ф | Наш городок                  | Our Town                     | доктор Гиббс              |
| 1940 | ф | Долгий путь домой            | The Long Voyage Home         | Дрисколл                  |
| 1941 | ф | Бегство от судьбы            | Flight from Destiny          | профессор Генри Тодхантер |
| 1941 | ф | Берег в тумане               | Out of the Fog               | Джона Гудвин              |
| 1942 | ф | Жанна Парижская              | Joan of Paris                | отец Антуан               |
| 1942 | ф | Чёрный лебедь                | The Black Swan               | Томми Блу                 |
| 1944 | ф | Вильсон                      | Wilson                       | Джозеф Тамалти            |
| 1944 | ф | Тёмные воды                  | Dark Waters                  | мистер Сидни              |
| 1946 | ф | Тёмное зеркало               | The Dark Mirror              | лейтенант Стивенсон       |
| 1946 | ф | Эта прекрасная жизнь         | It’s a Wonderful Life        | дядя Билли                |
| 1948 | ф | Серебряная река              | Silver River                 | Джон Плато Бек            |
| 1949 | ф | Псевдоним Ник Бил            | Alias Nick Beal              | Джозеф Фостер             |
| 1952 | ф | Ровно в полдень              | High Noon                    | мэр Джонас Хендерсон      |
| 1956 | ф | Пока город спит              | While the City Sleeps        | Джон Дэй Гриффит          |
| 1961 | ф | Пригоршня чудес              | Pocketful of Miracles        | судья Генри Блейк         |

## Награды
- 1940 — премия «Оскар» за лучшую мужскую роль второго плана в фильме «Дилижанс».
- 1953 — премия «Эмми» лучшему актёру.
- 1953 — премия «Тони» за лучшую мужскую роль в мюзикле «Хейзел Флэгг».